# Keisuke Suzuki

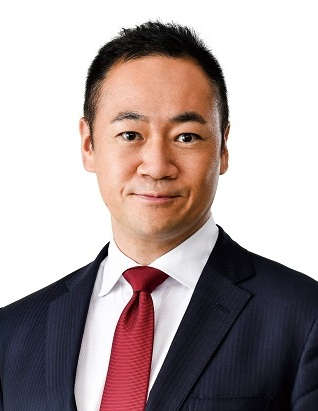
Suzuki 2024

Keisuke Suzuki (japanisch 鈴木 馨祐 Suzuki Keisuke; * 9. Februar 1977 in London) ist ein japanischer Politiker, mit Unterbrechung seit 2005 Mitglied im Abgeordnetenhaus, dem Unterhaus des Nationalparlaments, für den Verhältniswahlblock Süd-Kantō und seit 2024 Justizminister im zweiten Kabinett Ishiba. Er gehört der Liberaldemokratischen Partei (LDP) an, darin der Asō-Faktion.
Suzuki wurde in London als Sohn eines Salaryman geboren und wuchs in Tokio auf. Er besuchte die private Kaisei-Mittel- und Oberschule in Arakawa und studierte an der rechtswissenschaftlichen Fakultät der Universität Tokio. Nach seinem Abschluss 1999 wurde er Beamter im Finanzministerium, für das er unter anderem in der internationalen Abteilung, der Außenstelle New York und dem Regionalfinanzamt Fukuoka (zuständig für Fukuoka, Saga und Nagasaki) tätig war und an der Georgetown University gastierte. 2005 beendete er seine Beamtenlaufbahn für den Wechsel in die aktive Politik.
Bei der Abgeordnetenhauswahl 2005 kandidierte Suzuki als den Doppelkandidaten nachgeordneter Verhältniswahlkandidat auf Platz 34 der LDP-Liste in Süd-Kantō und wurde angesichts des Erdrutscherfolges der LDP gewählt. Er schloss sich der Asō-Faktion an, für die er bei der kommenden Wahl die Mehrheitswahlkandidatur im Wahlkreis Kanagawa 7, zu dem Teile der Stadt Yokohama gehören, von Tsuneo Suzuki übernehmen sollte. Bei der Wahl 2009 unterlag er jedoch dem Demokraten Nobuhiko Sutō und verpasste mit seiner deutlichen Niederlage und angesichts der LDP-Erdrutschniederlage auch einen Verhältniswahlsitz klar. 2012 gewann er den Sitz und verteidigte ihn danach dreimal in Folge, 2021 gegen vereinigte Opposition erstmals mit absoluter Mehrheit, aber zugleich sehr knapp. Bei der Wahl 2024 unterlag er bei der Mehrheitswahl Kazuma Nakatani (KDP), gewann aber den vierten von sieben LDP-Verhältniswahlsitzen in Süd-Kantō.
Für die Regierung war Suzuki 2014 bis 2015 (Kabinett Abe III) „parlamentarischer Sekretär“ im Land- & Verkehrsministerium, von 2018 bis 2019 (Kabinett Abe IV (1. Umbildung)) „Vizeminister“ im Finanzministerium, anschließend bis 2020 (Kabinett Abe IV (2. Umbildung)) im Außenministerium. Dazwischen führte er von 2016 bis 2018 in der Partei die „Jugendabteilung“ (seinen-kyoku, für unter 45-jährige). Im Abgeordnetenhaus übernahm er von 2021 bis 2022 den Vorsitz im Justizausschuss.
Im November 2024 berief ihn Premierminister Shigeru Ishiba als Nachfolger des erst kurz zuvor ernannten, aber gleich darauf abgewählten Hideki Makihara zum Justizminister.